# 裕謙

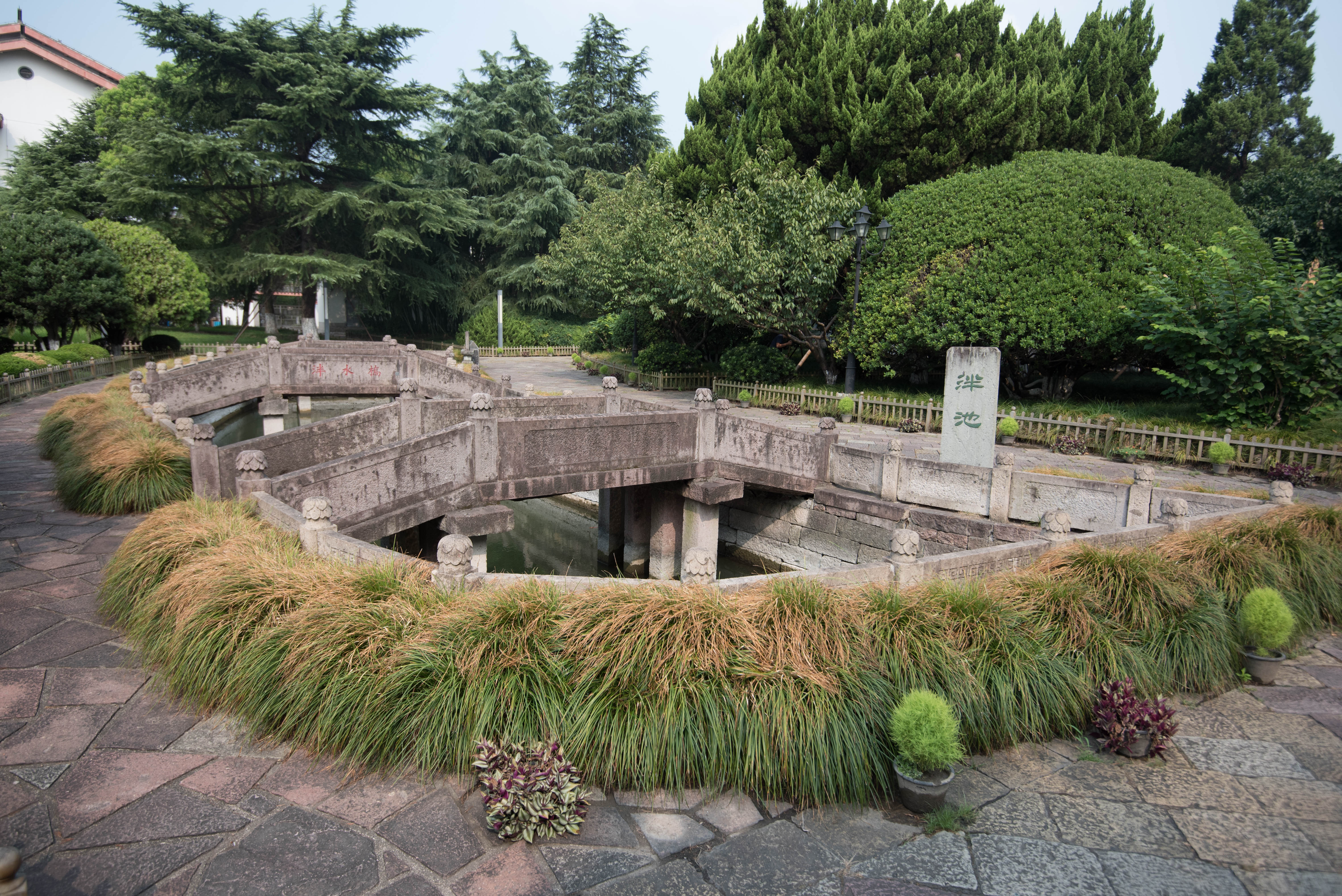
镇海学宫（今镇海中学）泮池，裕谦殉难处

裕謙（穆麟德轉寫：ioikiyan；1793年7月8日—1841年10月10日），原名裕泰，字魯山，又字衣谷，號舒亭，博爾濟吉特氏（博羅忒氏），八旗察哈爾鑲黃旗:1，清朝政治人物。

## 生平

### 早年
裕謙出身官僚家庭，為一等誠勇公班第曾孫，綏遠城將軍巴祿孫。父慶麟，官至京口副都統。嘉慶二十二年（1817年），裕謙考取進士，選用翰林院庶吉士。又先後任散館和禮部主事，滿洲蒙古員外郎等職位。道光六年（1826年），初為湖北荊州府知府，因與當時湖南布政使裕泰同名，遂經嵩孚奏請，改名裕謙:1。道光九年（1829年）改任武昌府知府，任職期間十分重視教育。曾于道光七年（1827年）六月在荊州發佈《勤諭廣設義學示》，并自信“天下無不可教之人，無不可善之俗。與其以法繩之，何若以禮束之？”，后又撰寫發佈多道關於教育的法令:2。十四年（1834年）七月，升任江蘇按察使。十九年（1839年）六月改江蘇布政使，十二月兼任巡撫。江蘇任職期間，裕謙不僅嚴於律己，為官清廉，體恤民生，而且更重視人才的培養:2。

### 禁煙
道光十三年（1833年），裕謙任武昌府知府時就投入到嚴禁鴉片的民生運動中。他不僅指出了“鴉片煙產自外洋，毒于砒鴆”、“上干國憲，下病民生，數十年來銀出外洋，毒流中國，患甚於洪水猛獸”等危害性，還制定了許多相關條例:3。
道光十八年（1838年），鴻臚寺卿黃爵滋提出《請嚴塞漏卮以培國本疏》，裕謙堅決同林則徐等嚴禁派站在同一邊，并制定各種嚴令、措施，作到“清源遏流”:3。十九年（1839年），在林則徐虎門銷煙的推動作用下，裕謙頒布包括《委員查拿各屬在官人役吸食販賣鴉片檄》在內的二十餘項禁煙令。任职期间嚴懲劉曙等十餘吸煙官員，并使江蘇禁煙運動進展順利。:4

### 戰歿
道光二十年（1840年）五月，英國發動第一次鴉片戰爭，道光帝為請求停戰，重治林則徐、鄧廷楨之罪。后任裕謙為兩江總督，往鎮海督戰，并被道光帝讚許“尚屬周密”:5。可當時專辦廣州交涉的欽差大臣琦善卻反其道而行之，拆除海防工事、裁減兵員，使得軍心渙㪚，還在英軍武力威逼下草簽《穿鼻草約》。所以裕謙也多次上書要求重新起用林、鄧兩人:5。二十一年正月初五（1841年1月27日），因欽差大臣伊里布多次上書要求收復定海，并痛斥琦善的賣國行為，所以道光帝再次對英國宣戰，并撤去琦善的職務，任皇侄奕山為靖逆將軍，前去廣州督戰。可後來伊里布雖有收復定海之心，無收復定海之力。他畏縮不前的行為激怒了道光帝，道光帝怒斥他“似此畏葸，何能迅速奏功？”，便改任裕謙為欽差大臣:6。

#### 守衛定海
裕謙到達定海后，伊里布私自和談已經收回定海。到任后他便安定民生，積極布防，同時提出了“以守為戰，以御為剿”的方針，廣泛動員軍民同心殺敵:6-7:348,350。同年三月中旬，裕謙接任兩江總督，並於林則徐共事了一段時間。七月，英國再次擴大戰爭，璞鼎查帶領軍隊攻陷廈門，八月十二日（9月26日）攻向定海。鄭國鴻、王錫朋、葛雲飛三總兵帶領四千多名守兵與市民，同英軍激戰。“前隊陣亡，后隊繼進”，一直戰鬥到彈盡糧絕，三總兵與守軍全部陣亡，定海才被攻下:7-8。

#### 守衛鎮海
定海失陷后，裕謙回防鎮海，並向清廷請示“城存與存，斷不敢稍有退志，以冀保守斯土”。他舉辦了誓師大會，鼓舞將士鬥志，但余步雲卻“假托足疾不能跪”，拒絕裕謙所主持的抗敵誓師。八月二十六日（10月10日），英軍登招寶山，余步雲不戰而退。英軍同時分兵攻金雞嶺，謝朝恩中砲而亡。兩座山頭全都失守，不久鎮海陷落。裕謙戰敗後跳入泮池，昏沉疲憊不省人事。及後移送餘姚，死於途中。道光帝聽說后，贈太子太保，予騎都尉兼一雲騎尉世職，附祀京師昭忠祠，并於鎮海建立專祠，諡靖節:8-9。

## 著作
- 《正俗外吏規行》二十四卷
- 《吾雪桉詩初集》
- 《吾雪桉詩二集》
- 《勉益齋偶存稿》
- 《勉益齋續存稿》
- 《裕忠節公（魯山）遣書》

## 延伸阅读
[在维基数据编辑]
 《清史稿·卷372》，出自趙爾巽《清史稿》